# Miss Atlântico Internacional 2016
Miss Atlântico Internacional 2016 foi a 22ª. edição do mais tradicional concurso de beleza feminino de nível internacional realizado na cidade de Punta del Este, no Uruguai. Essa edição ultrapassou o número de candidatas do ano anterior, cerca de onze aspirantes ao título participaram da final televisionada. Os apresentadores, bem como artistas convidados serão revelados em breve. O certame se realizou no Hotel Enjoy Conrad e a panamenha Reyna Prescott, vitoriosa da edição passada, coroou sua sucessora ao título no final do evento.

## Resultados

### Colocação
| Posição   | País e Candidata                |
| Vencedora | - Espanha - Elena Delicado      |
| 2º. Lugar | - Argentina - Constanza Moltini |
| 3º. Lugar | - Uruguai - Wanda Escalera      |

### Prêmios Especiais
- Foram distribuídos os seguintes prêmios especiais este ano:[4]

| Prêmio              | País e Candidata               |
| Miss Simpatia       | - Haiti - Rebecca Therency     |
| Miss Fotogenia      | - México - Alejandra García    |
| Melhor Fantasia     | - Panamá - Tatiana Bernard     |
| Melhor Traje Típico | - Equador - Maria José Otavalo |

### Miss Internet
- A mais votada pelo site oficial ganhou o prêmio:[5]

| Colocação | País e Candidata                  |
| 1         | - Brasil - Beatriz Oliveira (25%) |
| 2         | - Uruguai - Wanda Escalera (15%)  |
| 3         | - Chile - Yarela Miranda (12%)    |

## Jurados

### Final
| 1. Luis D’Amore, alfaiate; 2. Lourdes Rapalin , diretora da Bethel Spa; 3. Gustavo Prato Siqueira, diretor do Mundo Pirotécnico; 4. Javier Azcurra, gerente Relações Públicas da Enjoy Conrad; 5. Sergio Del Pino, diretor da Granja San Francisco; | 1. Yamil Sreidin, diretor de NG Equipamentos; 2. Francisco Calvete, diretor da Cava Freixenet no Uruguai; 3. Virginia Moreira de Stagnari, diretora da Vinos Finos H Stagnari; 4. Carlos Sastre, gerente de Marketing da Macromercado Mayorista; 5. Alejandro Gammella, diretor da Clinica Avril; |

| 1. Roberto Fajardo, diretor da Striff Jeans; 2. Sandra Bentancor, diretor da Mega Profissional; 3. Fernanda Varela, gerente de Luis D'amore Sastre; 4. Marcelo Bernasconi, diretor da Bernasconi Modelos Publicitários; 5. Rosario Rodríguez, diretor da Revista Pasarela a la Moda; 6. Pablo Cardoso, da Pablo Cardoso Coiffeur; 7. Richard Sosa, diretor do Neturuguay.com; | 1. Luis Millán, estilista; 2. Natalia Muñoz, diretora da Revista Post; 3. Fernanda Rodríguez, diretora da Fedra Boutique; 4. Carmen Manrique, diretora do Carmen Manrique Acessórios; 5. Iris Daguerre, diretora da Plasma Kosmética Capilar; 6. Paola Santos, estilista. |

## Candidatas
A lista abaixo corresponde as candidatas que participaram:
| País      | Candidata          | I  | A    | Cidade Natal        | R      |
| Argentina | Constanza Moltini  | 25 | 1.77 | Santiago del Estero | [ 6 ]  |
| Brasil    | Beatriz Oliveira   | 18 | 1.77 | São Paulo           | [ 7 ]  |
| Chile     | Yarela Miranda     | 20 | 1.74 | Illapel             | [ 8 ]  |
| Equador   | Maria José Otavalo | 18 | 1.75 | Cuenca              | [ 9 ]  |
| Espanha   | Elena Delicado     | 18 | 1.78 | Albacete            | [ 10 ] |
| Haiti     | Rebecca Therency   | 27 | 1.72 | Porto Príncipe      | [ 11 ] |
| México    | Alejandra García   | 21 | 1.70 | Comalcalco          | [ 12 ] |
| Panamá    | Tatiana Bernard    | 23 | 1.73 | Cidade do Panamá    | [ 13 ] |
| Paraguai  | Ariadna Medina     | 19 | 1.72 | Assunção            | [ 14 ] |
| Uruguai   | Wanda Escalera     | 19 | 1.72 | Montevidéu          | [ 15 ] |
| Venezuela | Mónica Errico      | 24 | 1.71 | Caracas             | [ 16 ] |

## Histórico
| - Haiti - Competiu pela última vez na edição de 2008. | - Bolívia - Guatemala |

## Outros
| - Colômbia - Alexandra Rocha - Nigéria - Becca Olajumoke - República Dominicana - Sara Morales | - Paraguai - Katri Villamayor por Ariadna Medina. - Venezuela - Vanessa Blanquín por Mónica Errico. |

## Crossovers
Candidatas com históricos de participação:
Top Model of the World
- 2015:  Paraguai - Ariadna Medina
  - (Representando o Paraguai no Resort El Gouna, no Egito)

Miss Bikini Universo
- 2015:  Chile - Yarela Miranda [18]
  - (Representando o Chile em Shenzhen, na China) [19]

Miss Heritage World
- 2014:  Equador - Maria José Otavalo [20]
  - (Representando o Equador em Joanesburgo, na África do Sul)